# El imperio final
El imperio final es una novela de fantasía escrita por el autor estadounidense Brandon Sanderson. Su versión original fue publicada el 17 de julio de 2006 por Tor Books y la traducción en español fue publicada en España por la editorial Nova en 2008. Es la primera novela de la trilogía de Nacidos de la bruma, seguido por El pozo de la ascensión  y El héroe de las eras.
Recientemente en las nuevas ediciones en español decidieron cambiar el título del libro por Nacidos de la bruma.

## Desarrollo
Sanderson empezó a trabajar en la novela mientras intentaba conseguir publicar su primera novela, Elantris. Tras escribir dos iteraciones, decidió cambiar de enfoque hacia su serie de El archivo de las tormentas, pero finalmente decidió retrasar su publicación para completar la serie de Nacidos de la bruma, ya que pensó que serviría como mejor continuación para Elantris.

## Sinopsis
Nacidos de la bruma: El imperio final tiene lugar en un equivalente a principios del siglo XVIII, en el distópico mundo de Scadrial, donde cae ceniza constantemente del cielo, las plantas son color café, y brumas sobrenaturales cubren el paisaje cada noche. Mil años antes del inicio de la novela, el profetizado Héroe de las Eras ascendió a la divinidad en el Pozo de la ascensión para repeler la Profundidad, un terror que acecha el mundo, cuya naturaleza real se ha perdido con el tiempo. Aunque la Profundidad fue exitosamente repelida y la humanidad se salvó, el mundo fue cambiado a su forma actual por el Héroe, quién tomó el título "Lord Legislador" y ha gobernado sobre el Imperio Final por mil años como un tirano inmortal y dios. Bajo su reinado, la sociedad fue estratificada en la nobleza, que se cree que fueron los descendientes de los amigos y aliados que le ayudaron a conseguir la divinidad, y los skaa, el campesinado brutalmente oprimido que desciende de aquellos que se opusieron a él.
La magia es central en Scadrial. La disciplina de magia más ampliamente conocida es llamada alomancia, la cual permite a sus usuarios ganar habilidades sobrenaturales al tragar y "quemar" metales específicos. El potencial alomántico es una carga genética que se encuentra principalmente concentrada en la nobleza, sin embargo, también existen skaa alománticos, dado al cruce entre la nobleza y los skaa. Los alománticos comunes tienen acceso a un solo poder alomántico, pero una increíblemente pequeña fracción de alománticos, llamados Nacidos de la bruma, tienen acceso a todos los poderes alománticos.

## Resumen
La historia de El Imperio Final tiene lugar en un mundo sombrío conocido como "El Imperio Final", gobernado por un inmortal y despiadado tirano conocido como el Lord Legislador (Lord Ruler). Durante mil años, el Imperio Final ha estado bajo su opresivo control, con una sociedad fuertemente jerarquizada, donde los nobles gobiernan sobre los siervos, conocidos como "skaa".
La magia en este mundo se basa en el uso de metales, lo que da lugar a dos sistemas mágicos principales: el Alomancia (la capacidad de manipular metales ingeridos) y la Feruquimia (la capacidad de almacenar atributos físicos en metales). Algunos personajes poseen habilidades especiales derivadas de estas prácticas.
La protagonista de la novela es Vin, una joven skaa huérfana que vive en las calles de la ciudad. Durante gran parte de su vida, ha sido utilizada y traicionada por aquellos que la rodean, pero su destino cambia cuando se encuentra con Kelsier, un carismático líder rebelde y un Mistborn (alguien con la capacidad de utilizar todos los metales de la Alomancia). Kelsier forma parte de un grupo secreto que planea derrocar al Lord Legislador y destruir el sistema de opresión que sostiene el Imperio Final.
A lo largo de la novela, Vin se une al grupo de Kelsier, donde aprende a usar sus habilidades Alománticas y se convierte en una pieza clave en la conspiración. Mientras el grupo de rebeldes prepara un elaborado plan para infiltrar la nobleza y llevar a cabo un levantamiento, Vin descubre secretos oscuros acerca del verdadero poder del Lord Legislador y de los antiguos eventos que dieron forma al mundo.

## Relación con Elend Venture
Uno de los aspectos importantes de la novela es la relación entre Vin y Elend Venture, un noble idealista que aboga por la creación de una nueva sociedad donde no haya distinción entre nobles y skaa. Elend es hijo de una de las casas nobles más poderosas del Imperio Final, pero se rebela contra la jerarquía establecida y sueña con una revolución que otorgue a todos los seres humanos igualdad. A lo largo de la historia, Vin y Elend desarrollan una relación romántica que refleja tanto sus diferencias como su visión compartida de un futuro mejor.
Al principio, Vin se siente desconfiada de Elend debido a su estatus noble, pero gradualmente, gracias a su bondad y sus ideales, empieza a confiar en él. La relación entre ambos se convierte en un motor emocional para Vin, quien comienza a cuestionar sus creencias sobre el poder y la nobleza. Elend representa una vía de escape de la violencia y el abuso que ha sufrido Vin, y a su vez, ella se convierte en un apoyo fundamental para él en su lucha por un mundo mejor.

## Desenlace
El desenlace de El Imperio Final está marcado por revelaciones importantes y giros dramáticos. Tras la muerte de Kelsier, quien se sacrifica para dar esperanza a la rebelión, el grupo de rebeldes sigue luchando para derrocar al Lord Legislador. Vin se enfrenta al tirano en un último enfrentamiento, donde descubre la verdadera naturaleza del poder del Lord Legislador y el secreto detrás de su longevidad. El Lord Legislador no es simplemente un ser inmortal y malévolo; su poder se origina en un acto de sacrificio y corrupción que lo ha mantenido con vida durante mil años.
Vin, utilizando sus habilidades Alománticas y con la ayuda de los conocimientos adquiridos, logra derrotar al Lord Legislador. Sin embargo, el desenlace no es completamente feliz, ya que, al eliminar al tirano, Vin y los demás se enfrentan a las consecuencias de un mundo sin un líder que lo controle. En lugar de proporcionar paz, la muerte del Lord Legislador deja un vacío de poder que amenaza con sumergir al Imperio Final en el caos.
A lo largo de la novela, Vin también aprende más sobre sí misma, su poder y su lugar en el mundo, lo que culmina en un momento de autorreflexión. En el último capítulo, Vin y Elend, ahora unidos no solo por su relación amorosa sino también por su visión compartida del futuro, se enfrentan a los desafíos que les esperan en la creación de una nueva sociedad. Sin embargo, un giro final revela que la lucha por la libertad es más compleja de lo que parece, dejando al lector con la incertidumbre sobre el destino de Vin, Elend y el mundo en general.

## Temas Principales
- Revolución y lucha contra la opresión: La novela explora los esfuerzos de un grupo de individuos para derrocar un sistema tiránico y desigual, lo que refleja temas clásicos de lucha por la libertad.

- Identidad y autodescubrimiento: A través de Vin, el lector explora la evolución de una persona que comienza siendo una víctima y acaba tomando el control de su propio destino.

- Lealtades y traiciones: El grupo de rebeldes enfrenta múltiples tensiones internas, donde la lealtad es puesta a prueba y las decisiones pueden tener consecuencias impredecibles.

- Magia y poder: El sistema mágico basado en metales es fundamental para la narrativa, sirviendo tanto como una herramienta para la lucha como un medio para explorar el concepto del poder y su utilización.

## Personajes
- Vin: Una niña de la calle que descubre que es una Nacida de la bruma y se une a la banda de Kelsier.
- Kelsier: Un ladrón famoso que hizo una fortuna robando a la nobleza. Él y su mujer fueron atrapados y enviados a los Pozos de Hathsin, un lugar para prisioneros del que nadie ha regresado jamás. Allí, Kelsier presenció la muerte de su mujer, lo cual despertó su poder de Nacido de la bruma y le permitió escapar. Mantiene el sueño de su mujer de derrocar el Imperio Final.
- Lord Legislador: El autoproclamado gobernante inmortal y dios del Imperio Final, quién se supone que salvó a la humanidad hace mil años y transformó el mundo a su forma actual.
- Sazed: Un guardador terrisano que puede usar la antigua arte de la feruquimia, que le permite almacenar en metales fuerza física, tiempo e incluso conocimiento. Espera algún día compartir el conocimiento del pasado con toda la gente del Imperio Final una vez derrocado, especialmente de varias religiones que alguna vez existieron.
- Elend Venture: Un noble y heredero de la Casa Venture, la más poderosa casa noble en Luthadel. Es uno de los pocos nobles que desea la reforma social en el Imperio Final. Vin lo acompañó en varios bailes, donde él insistía en leer y así romper las típicas actividades de esas fiestas, lo que le permitió a ella darse cuenta de que él podría sentir simpatía con los skaa.
- Brisa: Un miembro de la banda de Kelsier. Es un aplacador, alguien que puede aplacar las emociones de la gente al quemar latón, de tal manera que los lleva a concordar con su manera de pensar, o a veces hacer algo por él, como servir una copa de vino.
- Hammond: Uno de los miembros de la banda de Kelsier, también conocido como Ham. Es un brazo de peltre, es decir, un alomántico que quema peltre para mejorar sus habilidades físicas. Le gusta debatir filosóficamente, especialmente con Brisa, que es extremadamente propicio a iniciar debates con él. Su principal tarea es entrenar un ejército en las cuevas para el plan de Kelsier.
- Dockson: Uno de los miembros de la banda de Kelsier. A diferencia de los otros, él no tiene ningún poder alomántico. Él es responsable de organizar la banda y contactar otras bandas para obtener su ayuda.
- Lestibournes o Fantasma: Un miembro de la banda de Kelsier y sobrino de Clubs. Su nombre "Fantasma" es otorgado por Kelsier, ya que su nombre original era muy difícil de pronunciar. Es un ojo de estaño, un alomántico que quema estaño para aumentar sus sentidos, y el miembro más joven de la banda. Usualmente, habla en un tipo de argot callejero que el resto encuentra difícil de entender.
- Clubs: Un miembro de la banda de Kelsier y tío de Fantasma. Clubs es un carpintero y ahumador, un brumoso que puede quemar cobre para evitar que otros alománticos se den cuenta cuando alguien está quemando otros metales. Dirige un negocio donde él y sus empleados usan sus nubes de cobre para proteger a brumosos skaa del Lord Legislador.

## Recepción
El Imperio Final recibió críticas generalmente positivas, destacando su innovador sistema mágico, la complejidad de los personajes y la trama llena de giros inesperados. Muchos lectores y críticos elogiaron la habilidad de Sanderson para crear un mundo original y envolvente. El libro también atrajo la atención por su tratamiento de temas como la lucha contra la tiranía y el descubrimiento de la identidad personal.

## Secuelas
La trilogía Mistborn continúa con los libros:
- El Pozo de la Ascensión (Mistborn: The Well of Ascension) (2007).
- El Héroe de las Eras (Mistborn: The Hero of Ages) (2008).

Además, el autor ha expandido el universo de Mistborn con novelas y relatos cortos situados en diferentes períodos de tiempo dentro del mismo mundo.